# Король венедів

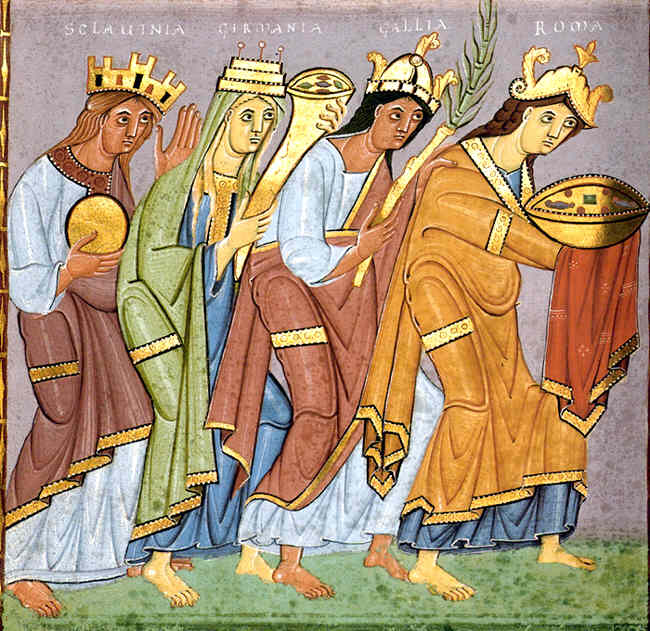
Королі Склавінів, Німеччини, Галії та Риму несуть дари імператору Отону III, 990 р.

Король венедів або Король вендів (лат. Rex Vandalorum; швед. Vendes Konung) — титул правителів союзу західнослов'янських племен венедів.
Пізніше, після підкорення цих слов'янських племен, став панскандинавським титулом, що позначав суверенітет, володарювання або претензії на землі вендів, що історично заселяли західнослов'янські землі південних узбережь Балтійського моря, балтійські острови та Скандинавію.
Використовувався в офіційній титулатурі з 12 століття до 1972 року королями Данії та з 1540 до 1973 р. — королями Швеції.
З 1587 по 1672 рр. титул спадковий король Шведів, Готів і Венедів носили королі Річі Посполитої, Великі князі Литовські, Руські, Київські, Волинські, Сіверські, Чернігівські, тощо.

## Історія

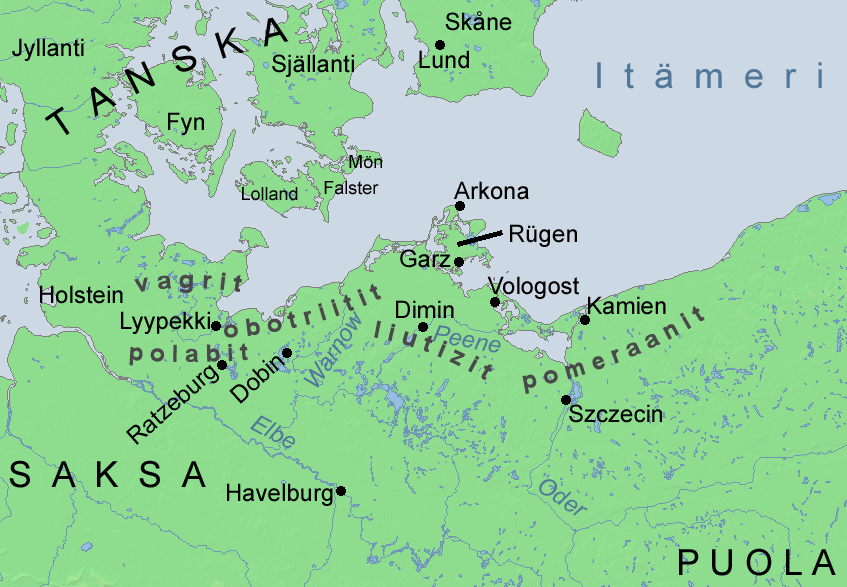
Територія розселення вендів

Історично венедами називали в західно-європейських джерелах всі слов'янські племена, що мешкали в центральній та північній Європі. У більш вузькому значенні венеди — це західно-слов'янські племена: лужицькі та полабські слов'яни, що утворювали три племінних союзи: лужичани (сорби) на півдні, лютичі (вільці, веліти) в центральних областях і бодричі (ободрити, укри, ререги) на північному заході.
Ці слов'янські племена мешкали на територіях Мекленбурга, Гольштейну та Померанії. Ширше термін «венди» стосується всіх західнослов'янських народів, що мешкали на південних берегах Балтійського моря, на Балтійських островах та в Скандинавії.
У 17 ст. в Скандинавії виникли теорії, які доводили, що венди це якісь скандинавські племена невідомого походження. Це пояснювалось латинським титулом «vandalorum rex», який ототожнювали з королівство вандалів. Проте ці теорії не підтверджені.
Відомо, що лише 1185 року, після захоплення західно-слов'янського балтійське узбережжя та підкорення короля Богуслава I король Данії Кнуд VI узяв собі титул король венедів.
В середньовічних історичних джерелах поряд з титулом «Король венедів» використовувався також титул «Король слов'ян».
Якщо титул король венедів стосувався слов'янських племен, що жили на схід від Рейну на Балтійському узбережжі, то титул король слов'ян або король склавінів відносився до центрально- та південно-європейських слов'ян.
Королі Данії носили титул «королі данії та вендів» протягом восьми століть, після того його вперше прийняв король Кнуд VI, який підкорив землі вендів в Померанії та Мекленбурзі.
Проте в деяких середньовічних документах зустрічається латинський титул «sclavorum rex», що означає «король склавінів». У 16-му столітті латинський титул «sclavorum» був остаточно змінений на «vandalorum». Данські королі й далі використовували титул протягом наступних семисот років до 1972 року, коли королева Маргрета II відмовилася від використання всіх королівських титулів, крім титулу короля/королеви Данії, який сьогодні є офіційною формою звертання до монарха.

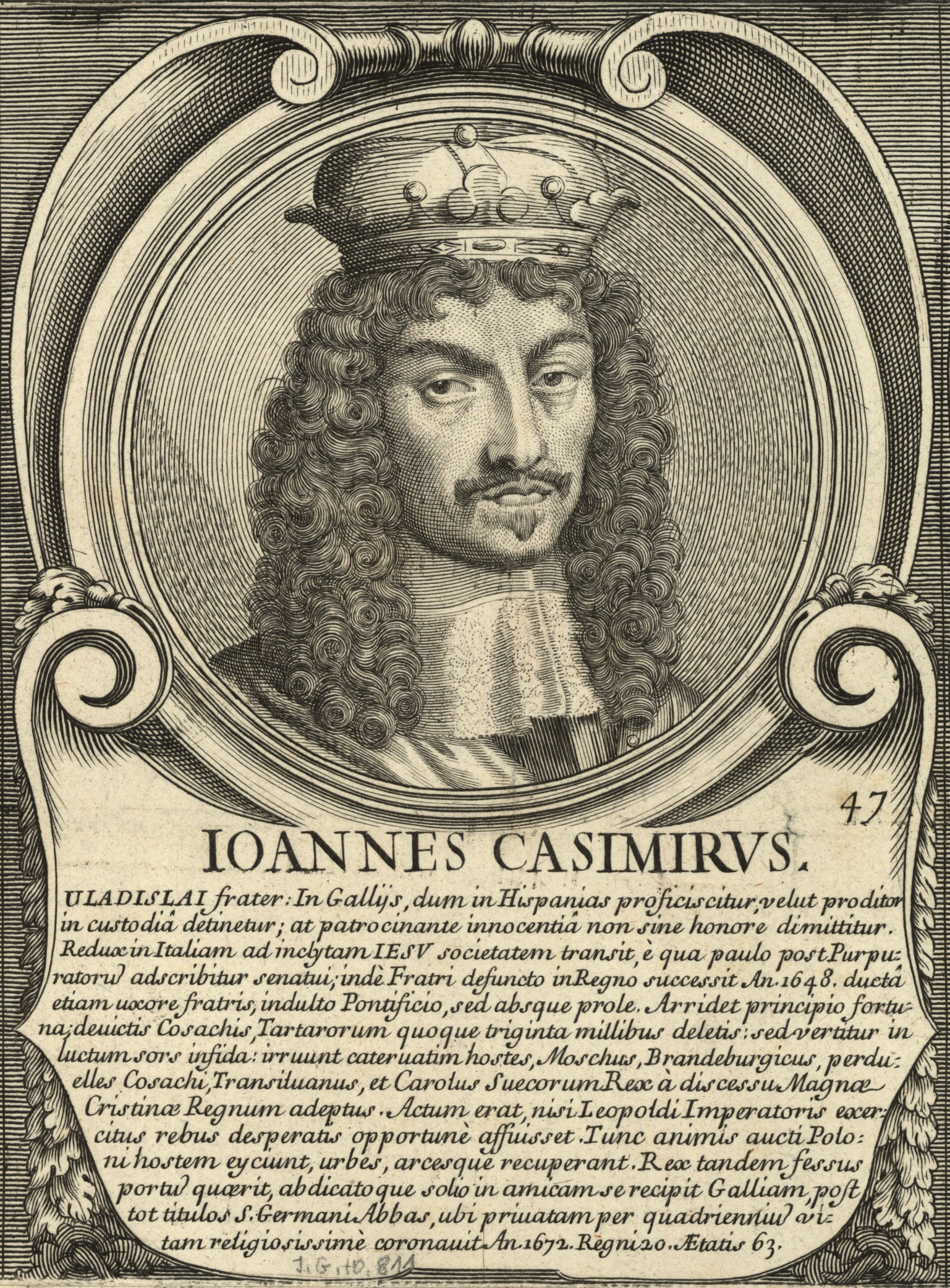
Іван II Казимир, спадковий король Венедів

1536 року, коли Швеція вийшла з Кальмарської унії, що об'єднала її з Норвегією та Данією, напруженість між двома монархами лише посилилась, що втілилось також у боротьбу за історичну спадщину, прапори, герби та титули.
Король Швеції Густав I з 1540 р. додав до своєї титулатури «третє королівство» й почав титулуватись «Sveriges, Göters och Venders konung» («король Швеції, ґоті та вендиів»). Цей титул зберігався до 1973 р., коли Карл XVI Густав узяв собі лише титул «Sveriges konung» («король Швеції»).
В 1587 р. король Речі Посполитої, Великий князь Литовський, Руський, Київський, Волинський тощо Сигізмунд III Ваза носив також і титули «король Шведський, Ґотський і Веденський».
Його син Владислав IV Ваза з 1632 р. мав титул король Речі Посполитої, Великий князь Литовський, Руський, Прусський, Мазовецький, Жмудський, Лівонський, Київський, Сіверський, Чернігівський, Смоленський, а також Шведський, Готський, Венедський спадковий король.
Брат Владислава IV, Іван II Казимир з 1648 р, коли став королем Речі Посполитої, носив титул король Польський, Великий князь Литовський, Руський, Прусський, Мазовецький, Жмудський, Інфлянцький, Київський, Смоленський, Сіверський і Чернігівський, а також спадковий король Шведів, Готів і Венедів.
12 травня 1864 року Великим князем Мекленбург-Шверінським Фрідріхом Францем II та Великим князем Мекленбург-Стрелиця Фрідріхом Вільгельмом — нащадками середньовічного короля західних слов'ян Ніклота був заснований Орден Вендської корони (нім. Orden der Wendischen Krone).